# David Nelson

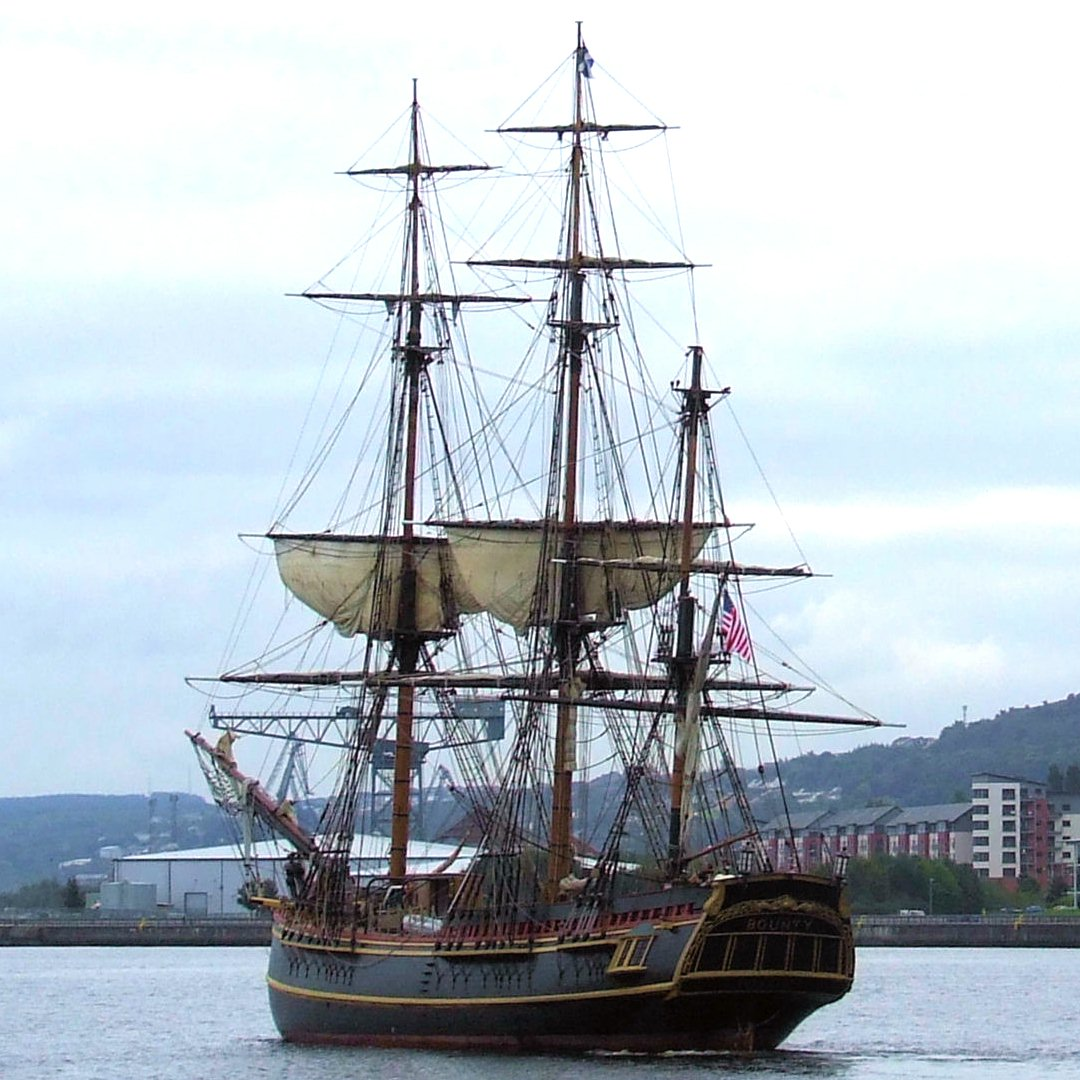
HMS Bounty at Greenock

David Nelson (ca. 1740 - 20 de julio de 1789) fue un jardinero botánico inglés embarcado en el tercer viaje de James Cook, y contratado como el botánico en el Bounty bajo el mando de William Bligh en el momento del famoso motín.

## Biografía
No se sabe nada de su ascendencia o sus primeros años. En 1776, mientras trabajaba como un jardinero en Kew Gardens fue recomendado como un colector botánico bajo William Bayli, un oficial astrónomo del HMS Resolution adecuado a Cook, quien estaba buscando atraer a un botánico establecido para el puesto. Fue ascendido como marinero. Fue nombrado y  recibió una pequeña cantidad de entrenamiento y de la formación botánica y la instrucción por Joseph Banks y William Aiton antes de embarcarse con la intención de traerse plantas de esos lugares para los jardines reales. A su regreso a Londres en 1780, trabajó como jardinero en el Real Jardín Botánico de Kew durante siete años, antes de aceptar un nombramiento como botánico para el viaje de Bligh a Tahití para obtener árboles de la fruta de pan. Tuvo una gran colección de pájaros hawaianos que ahora están alojados en el Museo Británico. Tuvo un gran control de la Gran Cabina y de 1015 árboles de pan obtenidos de las Indias Occidentales.

## Motin del HMS Bounty
Se vio envuelto en el motín y permaneciendo leal al capitán, fue uno de los 19 hombres dejados a la deriva y sin armas en un pequeño bote. Sobrevivió al famoso viaje de 3800 millas hasta Timor, pero unos días después de llegar pasó un día buscando plantas en las montañas, se resfrió, presentó fiebre y murió en Kupang. Tizón sería más tarde nombrado Monte Nelson, Tasmania, en su honor.
- La abreviatura «Nelson» se emplea para indicar a David Nelson como autoridad en la descripción y clasificación científica de los vegetales.[3]